# Emily Talbot
Emily Charlotte Talbot (* 1. August 1840 in London; † 21. September 1918 ebenda) war eine britische Industrielle und Mäzenin.
Emily Talbot war die älteste Tochter von Christopher Rice Mansel Talbot und dessen Frau Charlotte Butler. Ihr Vater war ein bedeutender Industrieller aus Südwales, der als der reichste nichtadlige Bürger Großbritanniens galt. Ihre Mutter starb bereits 1846. Nach ihrem Tod heiratete ihr Vater nicht erneut. Nach seinem Tod 1890 erbte Emily den Großteil seines auf 6 Mio £ geschätzten Vermögens, während ihre beiden jüngeren Schwestern Olivia Talbot († 1894) und Bertha Talbot nur einen kleineren Anteil am Erbe erhielten. Zu Emilys Erbe gehörte neben Margam Castle auch Penrice Castle auf Gower, dass sie in den 1890er Jahren umbauen und erweitern ließ. 
Unter Emily Talbot wurde Margam Castle ein Treffpunkt der High Society der edwardianischen Epoche. Sie ließ die Hafenanlagen von Port Talbot weiter ausbauen, was 1901 mit zur Errichtung eines Stahlwerks in der Stadt führte.

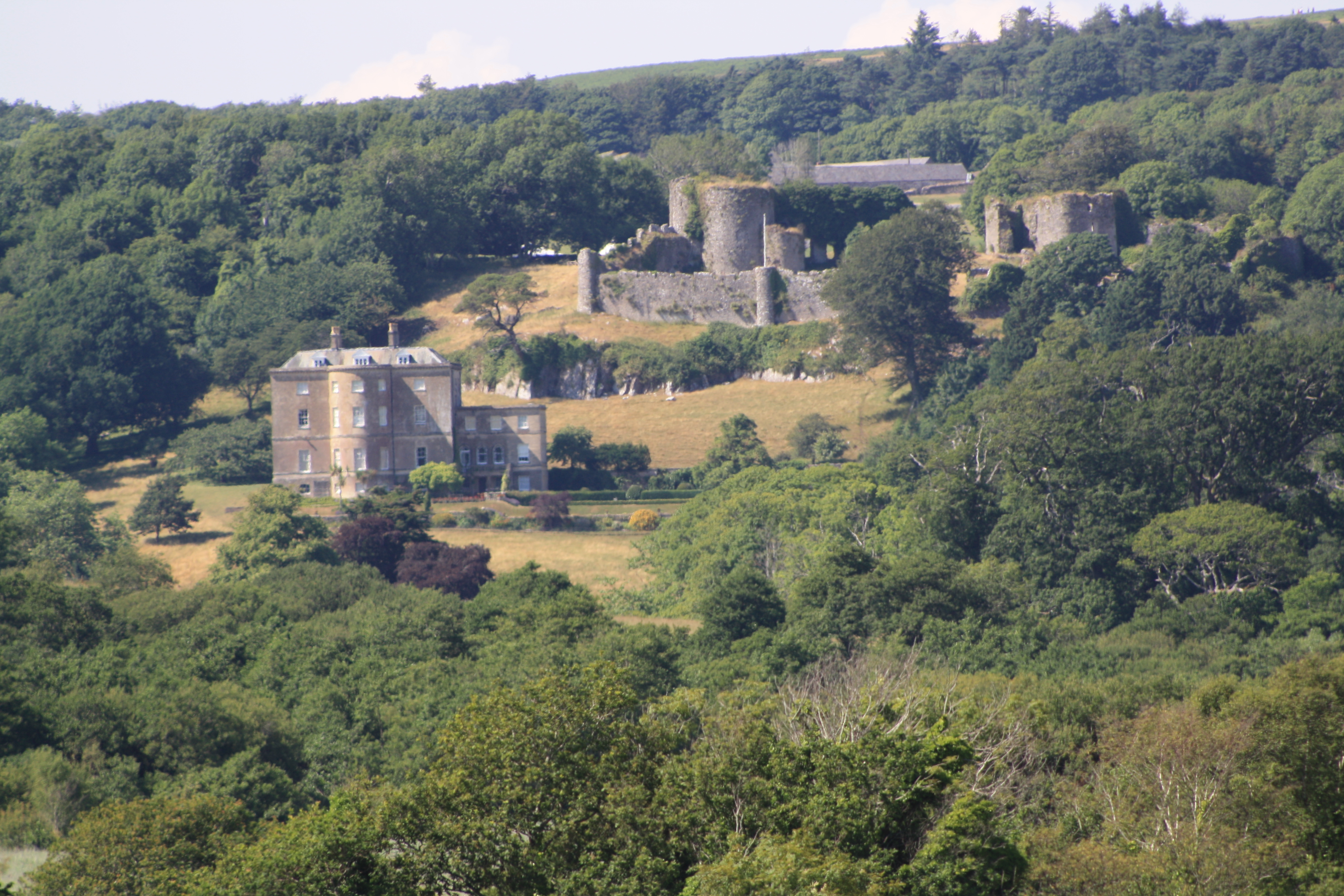
Das von Emily Talbot erweiterte Penrice Castle in Südwales

Gleichzeitig zeigte sie auch soziales Engagement. Sie errichtete bei Margam in der Nähe von Port Talbot ein Wasserwerk. Ein unrentables Kohlebergwerk ließ sie mehrere Jahre lang weiterbetreiben, damit die Bergleute nicht sofort ihre Arbeit verloren. Vor allem war sie aber wie ihre Schwestern eine großzügige Förderin von zahlreichen kulturellen und anderen, vor allem kirchlichen Einrichtungen. Sie ermöglichte Walter de Gray Birch, einem Mitarbeiter des British Museums, die Erfassung und Katalogisierung eines Großteils der Besitzurkunden von Penrice und Margam, die dieser in einem sechsbändigen Katalog veröffentlichte.
Emily Talbot blieb unverheiratet und kinderlos. Nach ihrem Tod erbten die Kinder ihrer Schwester Bertha den Besitz. Penrice Castle fiel an ihre Nichte Evelyn Fletcher, Lady Blythswood, während Margam Castle ihr Neffe Andrew Mansel Talbot Fletcher erbte.